# Jonas Eriksson (Skilangläufer)
Jonas Eriksson (* 3. März 1997) ist ein schwedischer Skilangläufer.

## Werdegang
Eriksson, der für den IFK Mora SK startet, trat international erstmals beim Europäischen Olympischen Winter-Jugendfestival 2015 in Steg in Erscheinung. Dort belegte er den 31. Platz im Sprint, den 13. Rang über 10 km klassisch und den zehnten Platz über 7,5 km Freistil. Sein erstes Rennen im Scandinavian-Cup lief er im Januar 2016 in Östersund, welches er auf dem 26. Platz über 15 km Freistil beendete. Im folgenden Jahr gab er in Falun im 30-km-Massenstartrennen sein Debüt im Skilanglauf-Weltcup, wobei er aber überrundet wurde und siegte bei den schwedischen Juniorenmeisterschaften über 10 km klassisch. Bei den U23-Weltmeisterschaften 2020 in Oberwiesenthal belegte er den 42. Platz im 30-km-Massenstartrennen und den 24. Rang über 15 km klassisch. In der Saison 2020/21 wurde er Zweiter im 30-km-Massenstartrennen bei den schwedischen Meisterschaften und holte in Lahti mit dem sechsten Platz mit der Staffel seine ersten Weltcuppunkte. In der folgenden Saison erreichte er in Otepää mit dem zweiten Platz über 15 km klassisch seine erste Podestplatzierung im Scandinavian-Cup und kam in Lahti mit dem 17. Platz über 15 km klassisch erstmals im Weltcupeinzel in die Punkteränge.